# 信濃町インターチェンジ
信濃町インターチェンジ（しなのまちインターチェンジ）は、長野県上水内郡信濃町にある上信越自動車道のインターチェンジである。
長野県の高速道路のインターチェンジにおいて、最北端のインターチェンジである。
当ICを境に、上信越自動車道の管轄は藤岡ジャンクション(JCT)方面が関東支社、上越JCT方面が新潟支社の管轄となっている(信濃町ICは関東支社の管轄)。

## 歴史

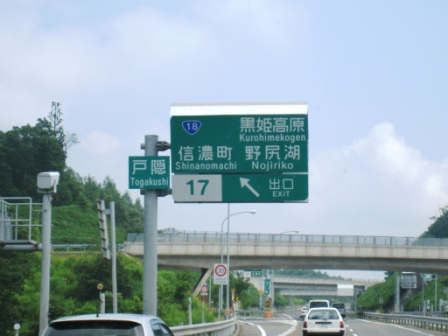
案内表示板

- 1997年（平成9年）10月16日：信州中野IC - 中郷IC間開通に伴い供用開始
- 2009年（平成21年）11月19日：豊田飯山IC - 信濃町IC間4車線化完成
- 2019年（令和元年）12月5日：信濃町IC - 新井PA/スマートIC間4車線化完成[1]

## 道路
- E18 上信越自動車道（17番）
- 接続する道路：国道18号（野尻バイパス）

## 料金所
- ブース数：4

### 入口
- ブース数：2
  - ETC専用：1
  - ETC・一般：1

### 出口
- ブース数：2
  - ETC専用：1
  - ETC・一般：1

## 周辺
- 黒姫高原
- 黒姫高原コスモス園
- 野尻湖
- 古間駅
- 黒姫駅
- 長野県道36号信濃信州新線経由戸隠方面
- 道の駅しなの
- 妙高杉ノ原スキー場
- 黒姫高原スノーパーク
- 斑尾高原スキー場
- タングラムスキーサーカス
- 黒姫童話館
- 黒姫山

## 隣
E18 上信越自動車道
(16)豊田飯山IC - 黒姫野尻湖PA - (17)信濃町IC - (18)妙高高原IC